# ジェティス州
ジェティス州（ジェティスしゅう、カザフ語: Жетісу облысы、ロシア語: Жетысуская область）はカザフスタン東部の州。ジェティスー州とも呼ばれる。州都はタルディコルガン。北をアバイ州、東を中華人民共和国新疆ウイグル自治区と、南から西にかけてアルマトイ州と、北西をカラガンダ州と接する。面積は約11.9万平方キロメートル、人口約70万人（2022年10月推計）。
2022年6月8日にアルマトイ州から分立した。歴史的にジェティスと呼ばれた地域に属する。州北部の州境の一部はバルハシ湖、アカコル湖にかかっている。
1944年から1997年まで存在したタルドゥイ＝クルガン州の領域を継承する。

## 下位行政区画

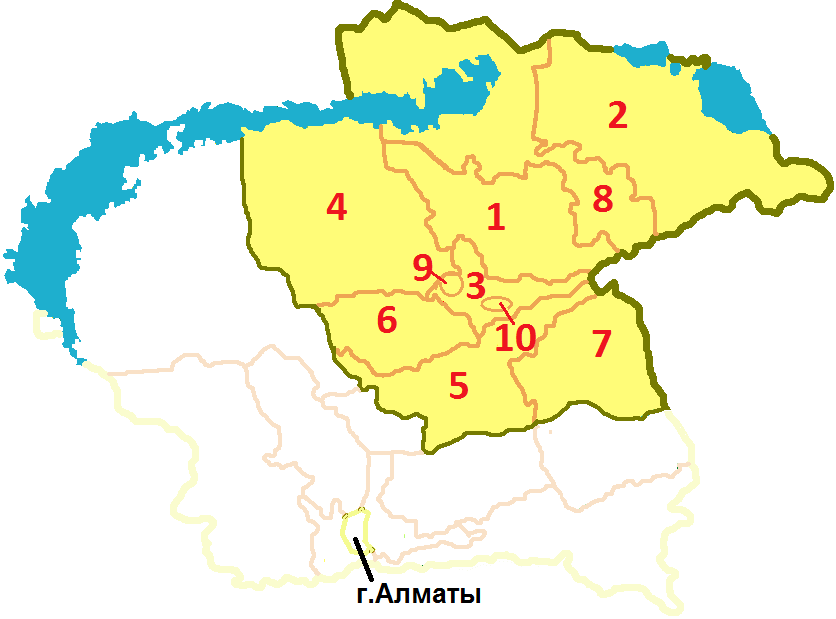
ジェティス州の地区と市

2地区級市と8地区から成る。
1. アクス地区（カザフ語版）
2. アラコル地区（カザフ語版）
3. エスケルディ地区（カザフ語版）
4. カラタル地区（カザフ語版）
5. ケルブラク地区（カザフ語版）
6. コクス地区（カザフ語版）
7. パンフィロフ地区（カザフ語版）
8. サルカンド地区（カザフ語版）
9. タルディコルガン市
10. テケリ市（カザフ語版）